# 旅せよ若人
旅せよ若人（たびせよわこうど）は、2010年1月20日に発売されたFairlifeの2ndシングル。
いずれの楽曲も作詞を春嵐、作曲を浜田省吾、編曲を水谷公生が担当している。
前作「永遠のともだち」以来、シングルとしては5年半振りとなる作品。A面の「旅せよ若人」のリード・ヴォーカルも、前作に引き続きポルノグラフィティの岡野昭仁が担当している。この曲は、春嵐（小説家としては小川糸名義）原作の東宝系映画『食堂かたつむり』の主題歌に起用されている。また、岡野と浜田が競演するプロモーション・ビデオも制作された。
カップリングの「てがみ」は浜田省吾がリード・ヴォーカルを担当。しっとりとしたバラードで、浜田としてはこの曲が映画主題歌に向いているのではないかと考えていた。その際は、違う人がヴォーカルを担当していただろうとも述べている。

## 収録曲
1. 旅せよ若人 feat.岡野昭仁 from ポルノグラフィティ
2. てがみ feat.浜田省吾